# Albert von Rütte
Pour les articles homonymes, voir Rutte.
 (août 2024).
Albert von Rütte est un pasteur, botaniste et linguiste suisse, né le 12 juin 1825 à Sutz et mort le 26 février 1903 à Berne.

## Biographie

### Origine et famille
Albert von Rütte naît le 12 juin 1825 à Sutz, dans le canton de Berne. Il est originaire de la ville de Berne. Le négociant Théophile de Rutté (de) et l'architecte Frédéric-Louis de Rutté sont ses frères cadets.
Son père, David Sigmund, est pasteur à Sutz ; sa mère est née Maria Sofie Adelheid Gatschet.
Il épouse en 1855 Caecilia Bitzius, fille de l'écrivain Jeremias Gotthelf.

### Études et pastorat
Après des études de théologie à Berne, il est consacré pasteur en 1849. 
Il exerce à Saanen, dans le canton de Berne, à partir de 1855 ; à la paroisse allemande d'Yverdon, dans le canton de Vaud, à partir de 1862, et à Radelfingen, à nouveau dans le canton de Berne, à partir de 1868. Il prend sa retraite à Berne en 1891.

### Recherches linguistiques et botanique
Outre sa charge, il se consacre à partir de 1872 avec sa femme à l'héritage littéraire de son beau-père et vient à s'occuper ainsi de recherches linguistiques.
Il s'intéresse aussi tout particulièrement à la botanique, livrant d'importantes contributions sur le canton de Berne. Il est un expert des plantes fourragières des Alpes.

### Mort
Il meurt le 26 février 1903 à Berne, à l'âge de 77 ans.

## Publications
- (de) « Die Pflanzenwelt der Alpen », Schweizerische Alpenwirtschaft, vol. 4 et 5,‎ 1863 et 1864, p. 5 à 55 et 95 à 152
- (de) « Erklärung der schwierigen dialektischen Ausdrücke », Jeremias Gotthelfs Gesammelte Schriften, vol. 23,‎ 1858